# Alloschemone inopinata
Alloschemone inopinata là một loài thực vật có hoa trong họ Ráy (Araceae). Loài này được Bogner & P.C.Boyce mô tả khoa học đầu tiên năm 2001.